# Marianne Cruz
Marianne Elizabeth Cruz González (Salcedo, 23 aprile 1985) è una modella dominicana, incoronata Miss Repubblica Dominicana 2008.

## Carriera
Ha partecipato a Miss Repubblica Dominicana 2007, classificandosi seconda dietro Massiel Taveras. Nel corso dello stesso anno partecipa anche al concorso Miss Continente Americano, in questo caso ottenendo la vittoria, l'anno successivo della connazionale Mía Taveras, Miss Repubblica Dominicana 2006.
Nel 2008 partecipa nuovamente a Miss Repubblica Dominicana, stavolta ottenendo la vittoria, e di conseguenza il diritto a partecipare a Miss Universo 2008. In quell'occasione, la Cruz si classifica al terzo posto.
In seguito, Marianne Cruz è comparsa sulle copertine di numerose riviste di moda ed ha condotto alcuni speciali in televisione. Ha anche recitato nel film dominicano Playball.